# Dahyun
Kim Da-hyun (Seongnam, Corea del Sud, 28 de maig de 1998) més coneguda amb el seu nom artístic Dahyun, és una cantant, actriu, ballarina, model i MC coreana. Dahyun és membre del grup femení Twice format el 2015 per JYP Entertainment.

## Biografia

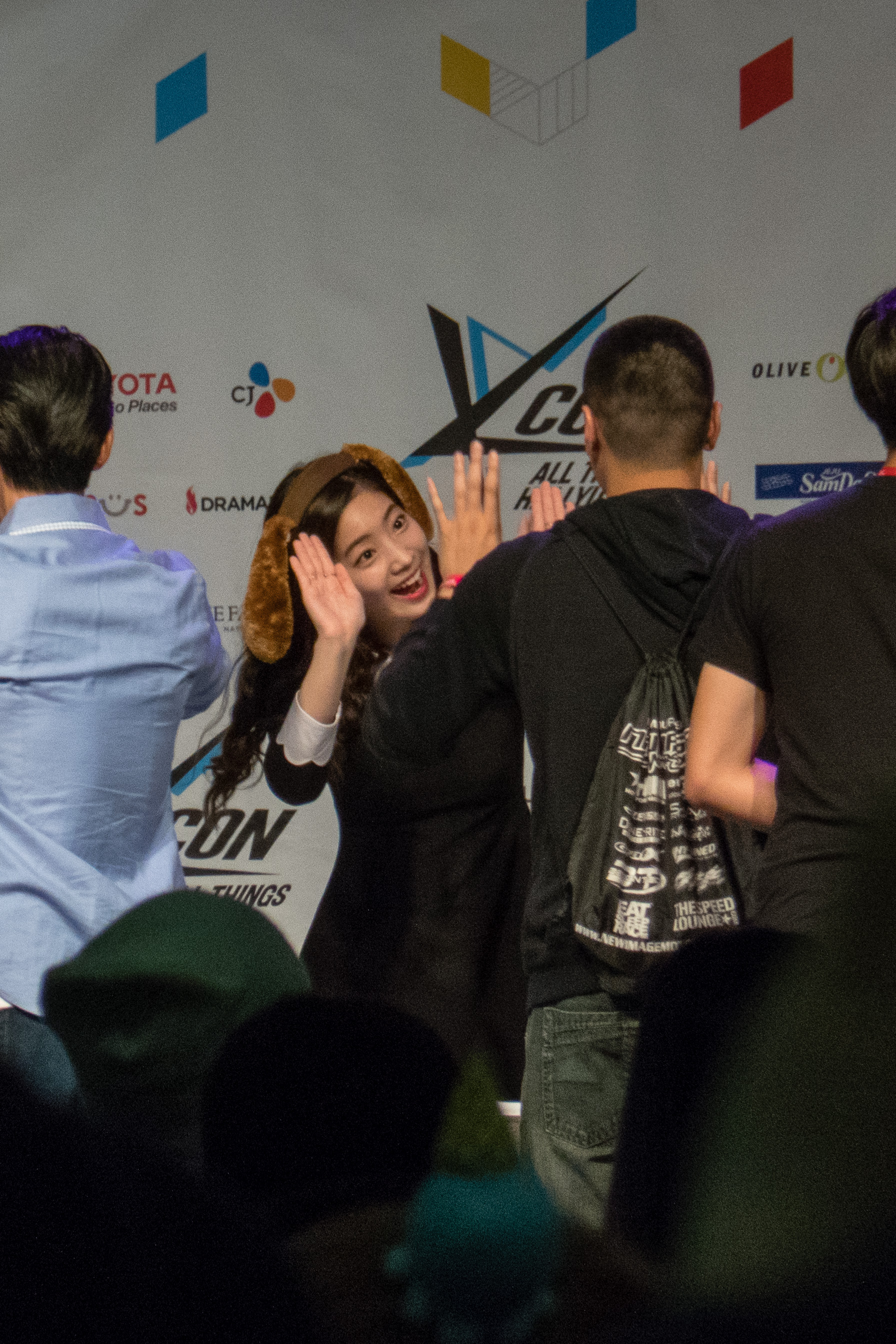
Dahyun al rencontre de fans KCON, Los Angeles, 2016

Quan Dahyun estava a sisè de primària, va publicar un vídeo a YouTube on sortia ballant l'anomenat "ball de l'àliga" (eagle dance) a l'església on anava. Aquest vídeo es va fer molt famós a internet i Dahyun va rebre el nom de "germana del ball de l'àguila" (eagle dance church sister). Quan Dahyun tenia quinze anys va fer un altre ball pel festival de dansa juvenil a l'església, i va ser contactada per JYP Entertainment. Va fer la seva audició l'any 2012 i es convertí en trainee (aprenent). Durant els tres anys d'aprenent, Dahyun aparegué al vídeo musical de GOT7 "Stop Stop It". El 2015 Dahyun va ser escollida com una de les setze participants al programa SIXTEEN que organitzà JYP Entertainment per escollir les membres del grup de noies TWICE. Gràcies al seu carisma i personalitat, Dahyun va unir-se al grup de TWICE, juntament amb Nayeon, Jeongyeon, Jihyo, Mina, Chaeyoung, Momo, Sana i Tzuyu. La seva posició al grup és de rapera principal, igual que Chaeyoung.
A l'octubre de 2015, TWICE va debutar amb el llançament de la cançó "Like Ooh-Ahh". A l'enquesta anual de música de Gallup de Corea del 2017, Dahyun va ser votada com la dissetena ídol més popular de Corea del Sud.